# 辛亥南京起義
南京之戰是一場發生在1911年11月8日-12月的戰役，由以中國同盟會革命軍當時為首對抗清廷軍隊，屬辛亥革命的一部份。

## 背景
随着武昌起义成功举行，湖南、陕西、江西、山西、云南等省相继响应独立于清朝。1911年11月初，上海、浙江、江苏省等也纷纷宣布独立。然而两江总督府南京却一直为清朝所控制，并派重兵驻守，对东南地区已独立的各省构成威胁。为减轻武汉方面压力，巩固东南地区的革命成果，革命党人决定联合进攻南京。
11月7日夜，第九镇退役士兵苏良斌在城内联络旧军，纵火为号举义，因城外大队接应不及时，被张勋镇压。同时，第九镇官兵在统制徐绍桢的率领下，于秣陵关起义，分三路进攻雨花台、通济门和汉西门，与清兵展开激战。终因新军弹药不济，死伤数百人后，退集镇江。为迅速攻占南京，上海同盟会总部遂决定组织江浙联军，合力攻打南京。

## 经过

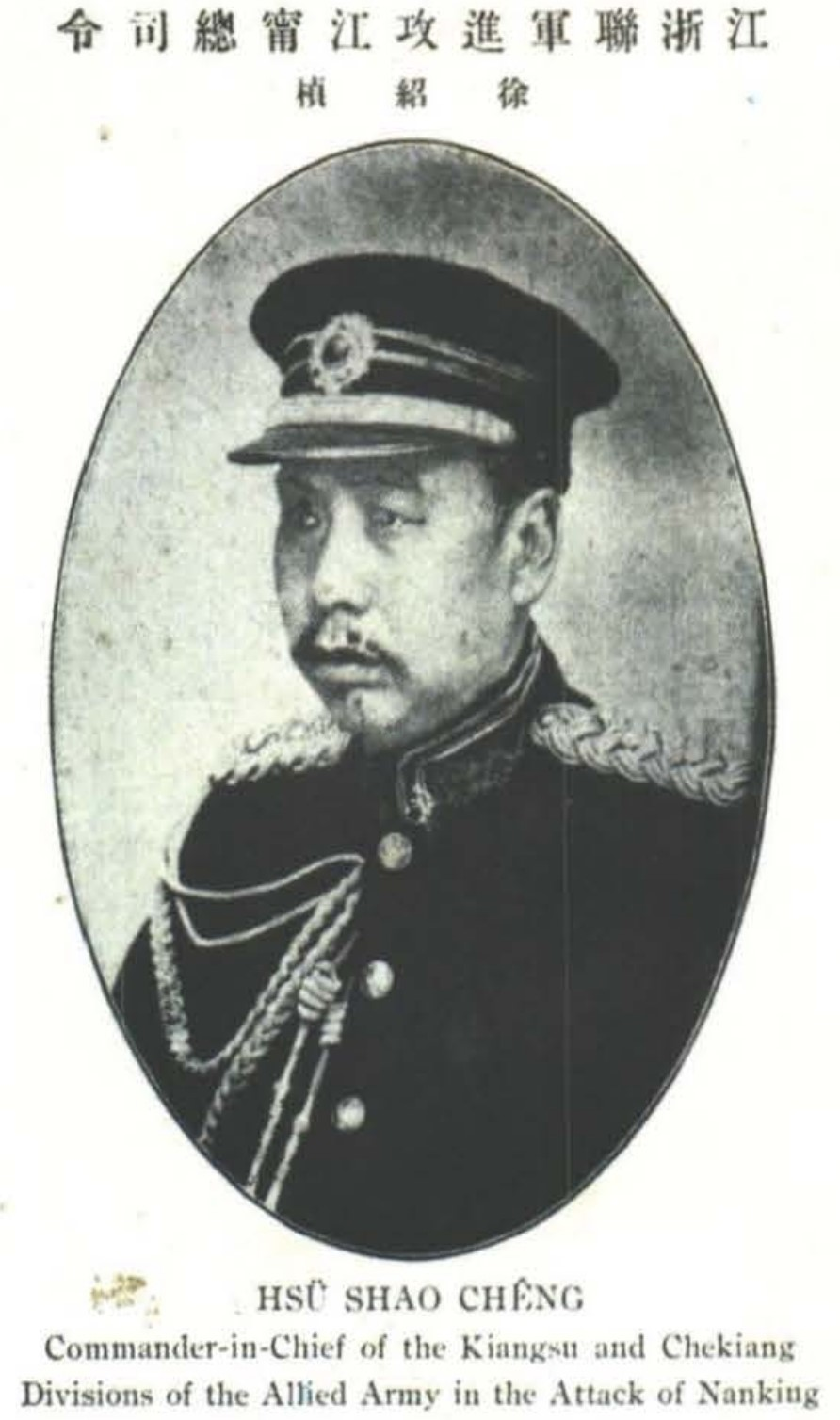
江浙联军进攻江宁总司令徐绍桢
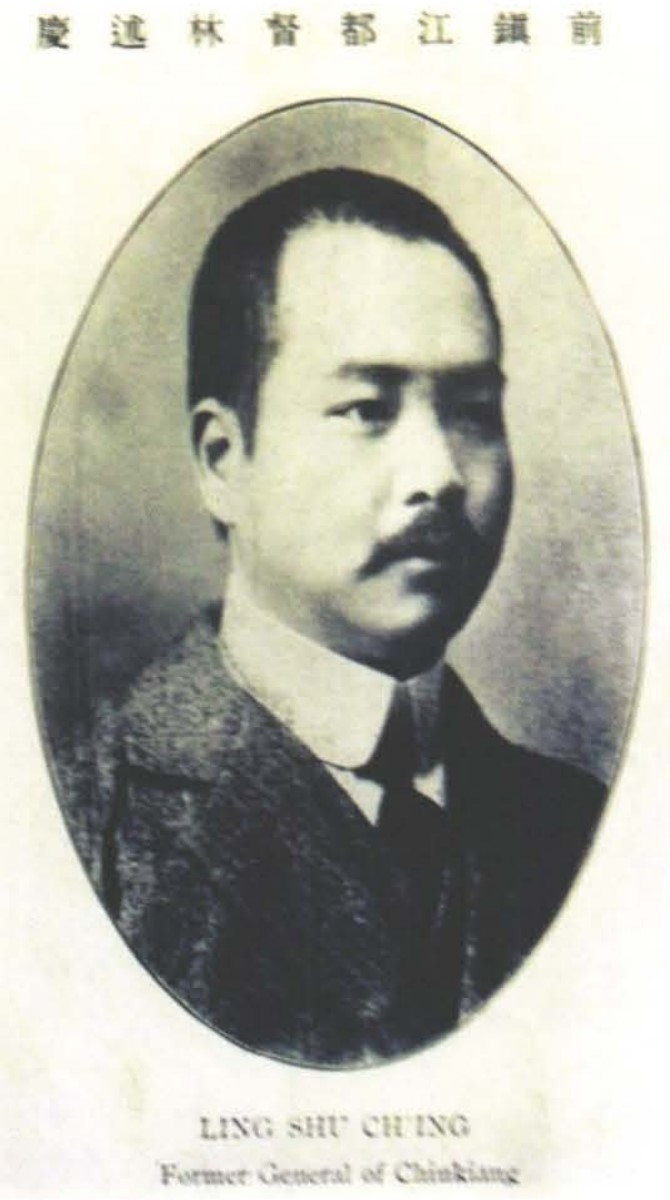
前镇江都督林述庆
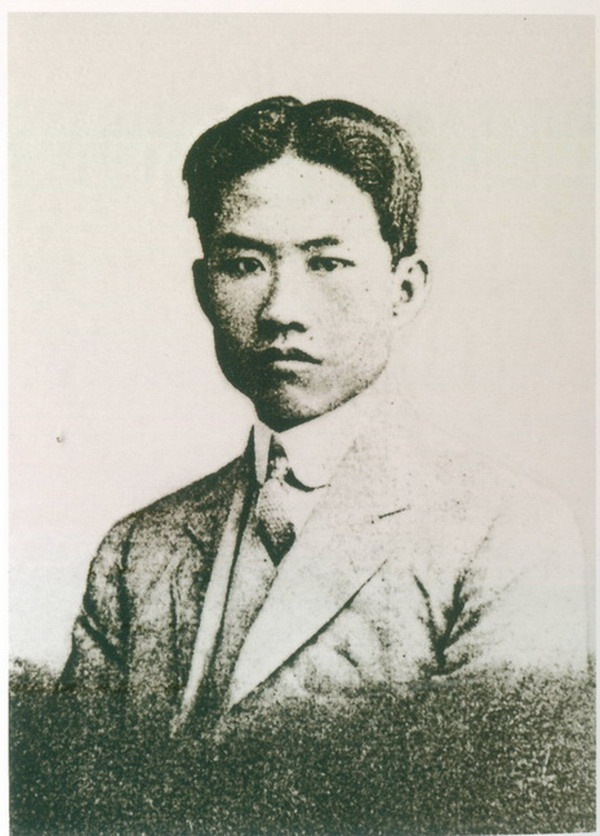
参与会攻南京的沪军先锋队指挥长段雄
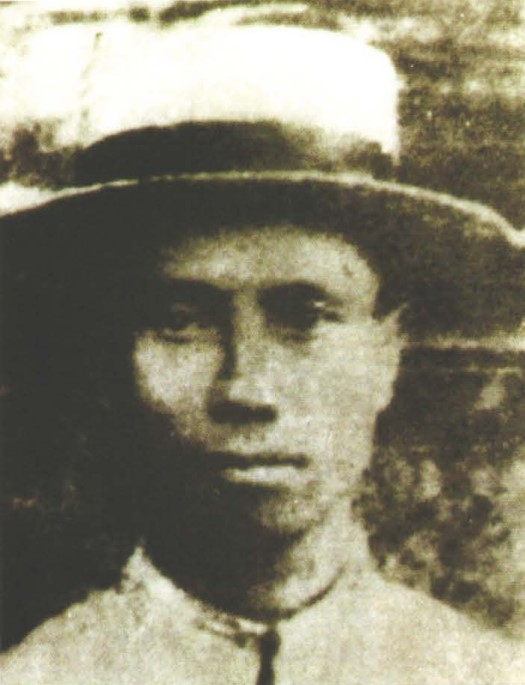
攻打南京天堡城陣亡的浙军支队敢死队长叶仰高
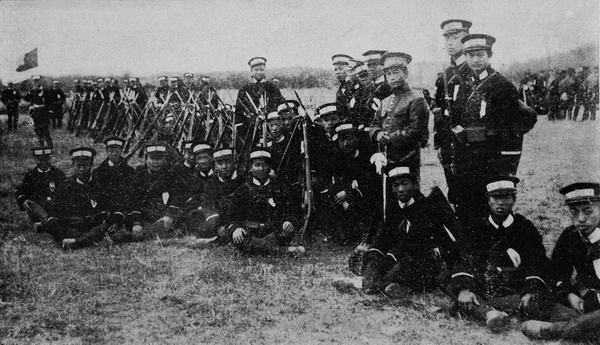
会攻南京的吴淞光复军
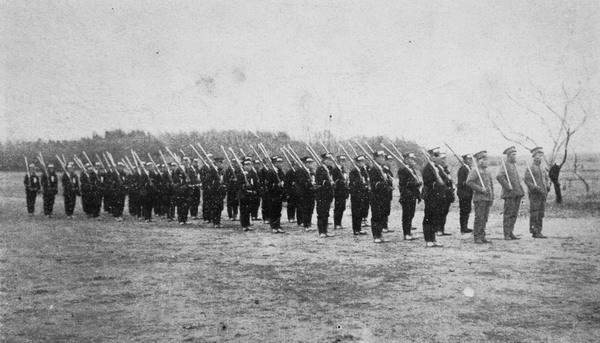
会攻南京的吴淞光复军
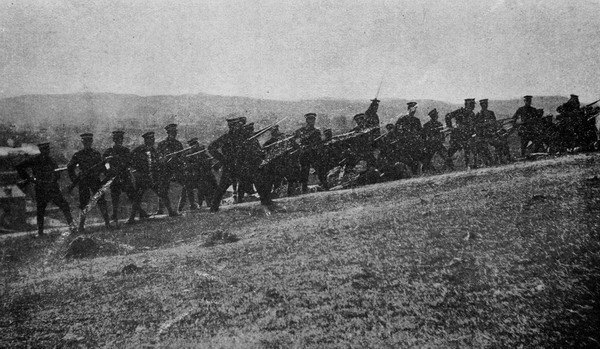
会攻南京的沪军先锋队
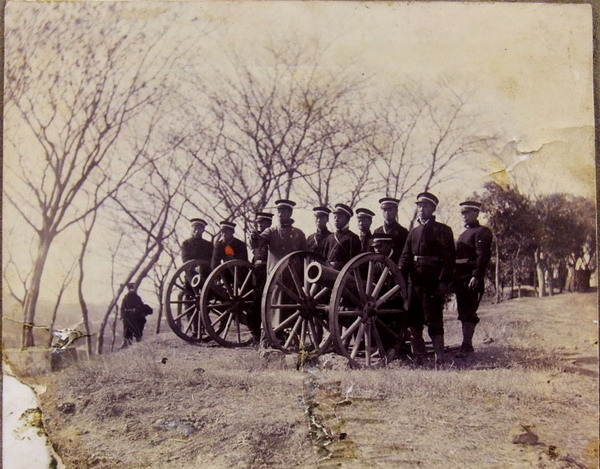
沪军先锋队炮队在苏州乌龙潭留影
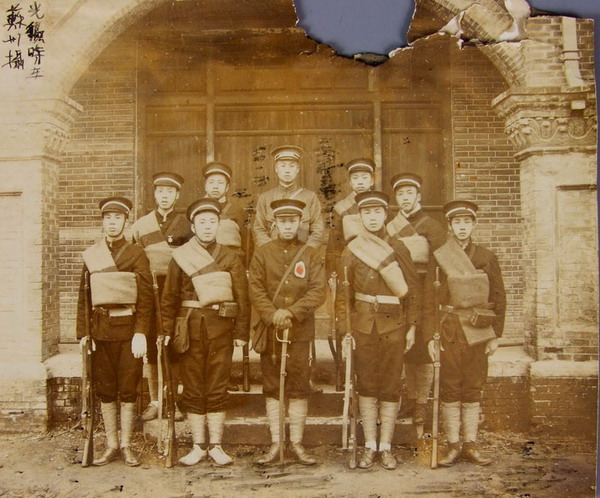
沪军先锋队在苏州留影，图中前排左三为沪军先锋队第2大队庶务长钱化佛

1911年11月11日，江浙联军司令部在镇江成立，徐绍桢任司令，辖林述庆镇军3000人，刘之洁苏军3000人，朱瑞浙军3000人，黎天才的粤军600人，洪承典的沪军1000人，以及在江北的柏文蔚的淮军2000，徐宝山的扬军2000人和第九镇第十七协约5000人，共计近两万人马。與革命黨對抗的清軍則有江南提督張勛的40個江防營約12,000人、江寧將軍鐵良指揮的14個營八旗兵約4,000人，加上在南京一帶的巡防營，總和兵力亦近2萬，然而清朝在南京的這三支部隊並沒有統一的指揮機制，後來成為作戰的巨大破綻。
11月20日，江浙联军在已起义的海军舰艇的掩护下，发起攻克南京之役。是日，与张勋部激战于龙潭，部隊大败。22日，部分镇军与扬军进攻六合，欲断张勋后路。24日，江浙联军以清军部分官兵为内应，攻占乌龙山和幕府山。24日晚，右路淞军和一个营的浙江军，乘兵舰逼近了位于南京城北的乌龙山脚下，并在内外联合下，革命军很快就占领了炮台。25日，浙军在孝陵卫与清军激战，击毙张勋的亲信王有宏和旗兵千余人。29日，粤军和浙军攻下幕府山炮台。之后粤、浙两军又与镇军围攻天保城，清军巡防营首领王有宏被浙军击毙。12月1日，革命军攻下天保城，同时苏军也占领雨花台。
在南京重要据点全部被江浙联军攻克后，江浙联军给守城清军发去招降书，但遭到清军首领張勳拒绝。随后联军用大炮轰击清军嘹望台太平门和张勋的指挥部所
北极阁。两江总督张人骏、江宁将军铁良劝张勋假意投降，之后趁机撤退。随后在交涉受降事宜的时候，趁革命军守备不足，张人骏、铁良逃到下关乘日本兵舰逃往上海，张勋则率2000人经下关、浦口向徐州逃窜而去。12月2日，巡防营统领张联升率领清军剩余的部队，打开城门表示投降，而江浙联军則进入南京城。

## 结果与影响

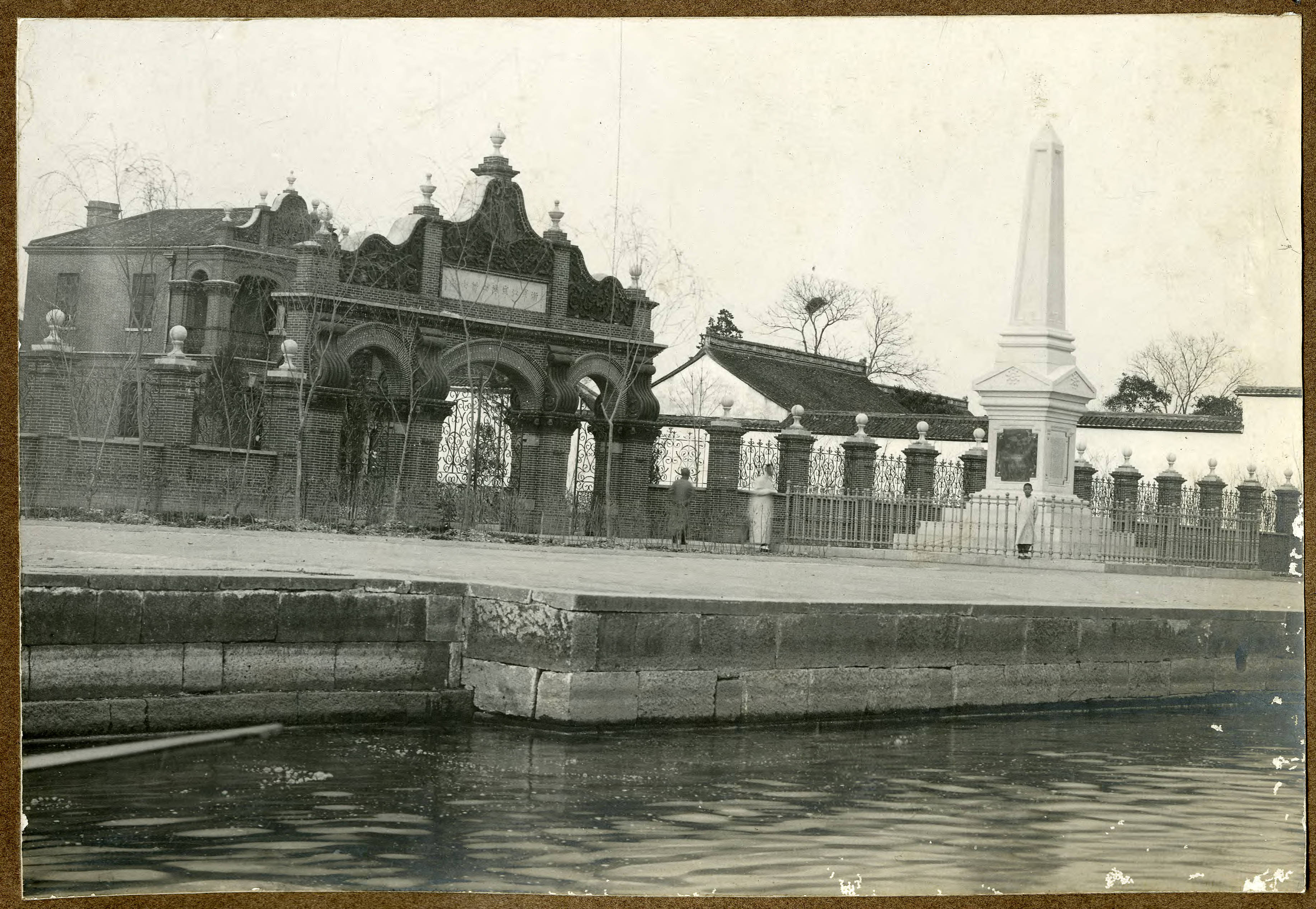
纪念辛亥南京战役浙军阵亡将士建立的浙江忠烈祠

革命军攻占南京时，正值汉口、汉阳相继失守后的第六天。由于新的革命中心南京出现，革命力量在整体上又有所增强；之后革命党人以南京为基地，为中华民国临时政府建都南京奠定基础。
据《纽约时报》11月11日报道，南京民军于8日起义失败后，清军在城内展开屠杀，男女老少甚至婴儿被肆意袭击，任何剪辫者、穿戴白衣或外国服装者，皆被视作革命党处决，死亡数及上千人，该屠杀“为现代史无前例”。与此相反，民军光复南京后，英国驻南京领事伟晋颂（F.E.WiLKinson）写信给英国公使朱尔典称：“总的说来，革命军有理由对他们已经表现出来的克制感到自豪。有人给我谈了一些关于屠杀满族男人、妇女和儿童的情况，但经过调查，几乎所有这些情况证明是没有根据的，尽管发生过几起显然不愉快的事件。象已经发生的对财产的破坏，都在满族人居住区内。目前的一切情况都是很安宁的，南京城正在迅速地恢复正常状态。”:195
美国传教士汤姆森在《北洋之始》中说：“徐绍桢的军队获胜后心中充满复仇的欲望，但他们相信应该尽量减少流血。他们请求徐绍桢，让这次战争成为中国内战中第一次充满人道主义精神的受降，作为以后中国革命战争的榜样。因为中国的革命党人也都和华盛顿以及克伦威尔一样，其内心是真正的爱国者和绅士，而不是以伟大事业的名义向敌人寻仇的杀人者。他（徐绍桢）同意带着尊敬接受敌人投降，他甚至保证放了曾经屠杀无辜百姓的刽子手张勋。……美国传教士感谢上帝为中国引导了这样一条和平之路，这一幕会让人永远铭记一一宽恕战胜了仇恨。让和平的大门永远敞开吧，在经过上百次的冲锋搏斗以及大无畏的英雄敢死队的拼死冲锋之后，徐紹桢和他的士兵终于吹响了胜利的号角，占领了南京这座明朝的首都和文化名城。著名的总督刘坤一曾在这里任职，太平天国曾经定都这里，这里将建立一个世界上最大的民主共和政府。”